# دودمان جاندار
دودمان جاندار (به انگلیسی: Candar dynasty, House of Candar) سلسله جاندار یا خاندان جاندار (به ترکی استانبولی: Candaroğulları)، بیلیک جاندار، شاهزاده جاندار (Candaroğulları Beyliği)، همچنین به عنوان سلسله ایسفندیار (Isfendiyaroğulları)، یک سلسله شاهزاده ترک اوغوز آناتولی است که در سرزمین‌های مربوط به استان‌های امروزی افلانی، قسطمونی، سینوپ، زونگولداک، بارتین، کارابوک، سامسون، بولو، آنکارا و چانکیری در جمهوری ترکیه سلطنت می‌کردند. 
سلطنت که توسط شمس‌الدین یامان کندار بیگ تأسیس شد، توسط سلطان محمد دوم در سال ۱۴۶۱ به امپراتوری عثمانی ملحق شد.

## تاریخ
سلسله که از شاخه قایی ترکان اغوز بود، زمانی آغاز شد که سلطان مسعود دوم استان افلانی را به شمس الدین یامان کندر، فرمانده ارشد نیروهای مسلح امپراتوری، به پاس قدردانی از نجات او از اسارت مغول، اعطا کرد. این استان قبلاً تحت حکومت چوبانیان بوده است.